# Марк Гасол
Марк Гасол Саез (шп. Marc Gasol i Sàez; Барселона, 29. јануар 1985) бивши је шпански кошаркаш. Играо је на позицији центра.

## Клупска каријера
Марк Гасол је одрастао у Барселони из које се са породицом 2001. преселио у Мемфис, Тенеси. Његов старији брат Пау је те године драфтован и потписао је уговор са Мемфис гризлисима. Марк је у Мемфису играо за своју средњошколску екипу, за коју је у сениорској сезони просечно постизао 26 поена, 13 скокова и 6 блокада по утакмици.
Након тога се вратио у Шпанију где је прво наступао у Барселони, а затим и у Ђирони. У својој другој сезони у дресу Ђироне, био је најкориснији играч шпанске АЦБ лиге. На НБА драфту 2007. изабран је од стране Лос Анђелес лејкерса као 48. пик. Право на њега су Лејкерси одмах проследили Мемфису, као део трејда у којем је Пау Гасол прешао из Гризлиса у Лејкерсе.
Марк Гасол је 9. јула 2008. званично потписао уговор са Мемфисом. Провео је у Мемфису наредних 11 година а клуб је током тог периода седам пута изборио пласман у НБА плејоф, укључујући и финале Западне конференције 2013. године. Гасол је у том периоду три пута изабран да игра на НБА Ол стар утакмици (2012, 2015, 2017), два пута је уврштен у идеални тим НБА, једном у прву (2015) а једном у другу поставу (2013) а добио је и награду за најбољег одбрамбеног играча за сезону 2012/13. Гасол је у дресу Мемфиса одиграо 769 НБА утакмица на којима је просечно бележио 15,2 поена, 7,7 скока, 3,4 асистенције и 1,5 блокаде за 33,7 минута на терену.
Дана 7. фебруара 2019. трејдован је у Торонто репторсе у замену за Си Џеј Мајлса, Јонаса Валанчијунаса, Делона Рајта и будући пик на НБА драфту 2024. Са екипом Торонта је освојио НБА шампионат у сезони 2018/19. Он и његов брат Пау Гасол, који је претходно са Лејкерсима узео две титуле (2009, 2010), су тако постали прва браћа у историји НБА који имају освојен шампионат.
Дана 24. новембра 2020. трејдован је у Лос Анђелес лејкерсе. Бележио је просечно 5 поена и 4,1 скок по утакмици за Лејкерсе. Дана 10. септембра 2021. трејдован је у Мемфис гризлисе, који су га пет дана касније отпустили.
У новембру 2021. прикључио се шпанском друголигашу Баскет Ђирони, клубу који је основао 2014. године. Помогао је клубу да се пласира у највиши ранг, АЦБ лигу. Провео је у Ђирони затим и сезону 2022/23. Званично је објавио крај играчке каријере у јануару 2024. године.

## Репрезентација
Са сениорском репрезентацијом Шпаније освојио је златне медаље на Светским првенствима 2006.  и 2019. године. Златне медаље има и са два Европска првенства, 2009. и 2011. године. Сребрне медаље је освојио на Олимпијским играма 2008. и 2012. као и на Европском првенству 2007. Бронзану медаљу има са Европских првенстава 2013. и 2017.
Укупно је за репрезентацију Шпаније наступао на 12 великих такмичења. Играо је на пет Европских првенстава (2007, 2009, 2011, 2013, 2017), на четири Светска првенства (2006, 2010, 2014, 2019) и на три Олимпијска турнира (2008, 2012, 2021).
Заједно са својим братом Пауом се повукао из репрезентације након Олимпијских игара 2021. у Токију.

## Успеси

### Клупски
- Торонто репторси:
  - НБА (1): 2018/19.

### Репрезентативни
- Светско првенство: 
  -  2006, 2019.
- Олимпијске игре: 
  -  2008, 2012.
- Европско првенство: 
  -  2009, 2011.
  -  2007.
  -  2013, 2017.

### Појединачни
- Идеални тим Светског првенства (1): 2019.
- НБА Ол-стар меч (3): 2012, 2015, 2017.
- Идеални тим НБА — прва постава (1): 2014/15.
- Идеални тим НБА — друга постава (1): 2012/13.
- Одбрамбени играч године НБА (1): 2012/13.
- Идеални одбрамбени тим НБА — друга постава (1): 2012/13.
- Идеални тим новајлија НБА — друга постава (1): 2008/09.
- Евроскар (1): 2014.